# Liten toppkaktus
Liten toppkaktus (Matucana krahnii) är en suckulent växt inom toppkaktussläktet och familjen kaktusväxter.
Liten toppkaktus växer vanligtvis ensam, men kan i sällsynta fall bilda små tuvor. Den blir något tillplattat klotformad till kort cylindrisk, 10 till 14 centimeter hög och 5 till 10 centimeter i diameter.

## Utbredning
Liten toppkaktus är endemisk i ett litet område i Peru.

## Etymologi
Det vetenskapliga namnet krahnii gav John Donald arten för att hedra Wolfgang Krahn, en kaktussamlare som verkade och levde under 1900-talet.